# Suurejõe
Suurejõe – wieś w Estonii, w prowincji Parnawa, w gminie Vändra.